# Palembon
Palembon is een bestuurslaag in het regentschap Bojonegoro van de provincie Oost-Java, Indonesië. Palembon telt 2091 inwoners (volkstelling 2010).